# Liste d'élections en 1792
Chronologie des élections
- 1788
- 1789
- 1790
- 1791
- 1792
- 1793
- 1794
- 1795
- 1796

Cet article recense les élections organisées durant l'année 1792.

Dans les années 1790, seuls trois pays organisent des élections nationales, au sens de consultations populaires : le Royaume de Grande-Bretagne ; les États-Unis d'Amérique ; et la France. À ceux-ci, il faut ajouter le Royaume d'Irlande, État officiellement distinct du Royaume de Grande-Bretagne et doté de son propre parlement.

## Élections nationales en 1792
| Date                            | État         | Élection ou référendum                     | Contexte                                                                        | Résultat |
| ------------------------------- | ------------ | ------------------------------------------ | ------------------------------------------------------------------------------- | --- |
| 5 juillet                       | Saint-Empire | Impériales                                 |                                                                                 | Cette section est vide, insuffisamment détaillée ou incomplète. Votre aide est la bienvenue ! Comment faire ? |
| 2 septembre - 6 septembre       | France       | Législatives                               | Première élection nationale au monde à se tenir au suffrage universel masculin. | Les députés centristes et modérés, dits du « Marais », disposent d'une majorité absolue des sièges. Ils ne constituent toutefois qu'un regroupement très informel, et non un parti politique. L'une des premières tâches de la nouvelle assemblée est de déchoir le roi Louis XVI, et d'instaurer la Première République. |
| 27 août 1792 - 6 septembre 1793 | États-Unis   | Législatives (chambre (en) et sénat (en)). | Élection au suffrage censitaire.                                                | Voir l'article Liste d'élections en 1793. |
| 9 novembre - 5 décembre         | États-Unis   | Présidentielle                             | Élection au suffrage censitaire.                                                | George Washington (sans étiquette) est réélu sans opposition. |

## Élections marquantes dans un état non-souverain
Les premières élections législatives ont lieu au Québec et en Ontario, colonies en Amérique du Nord britannique.